# 神川橋

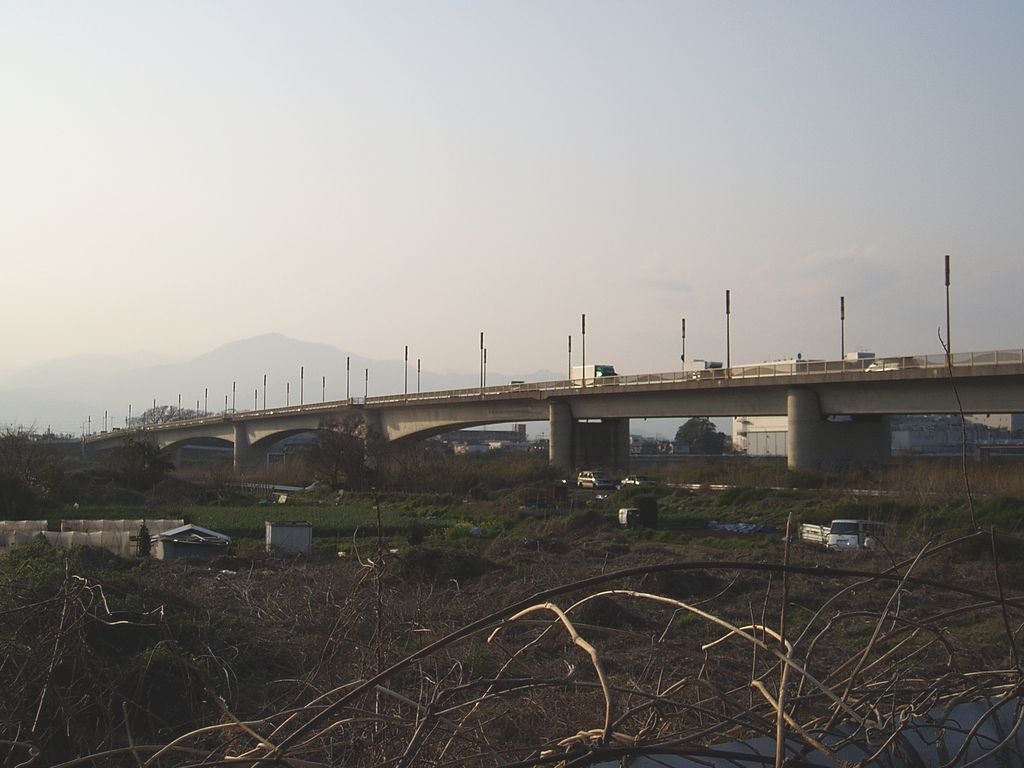
神川橋（寒川町下流側から）

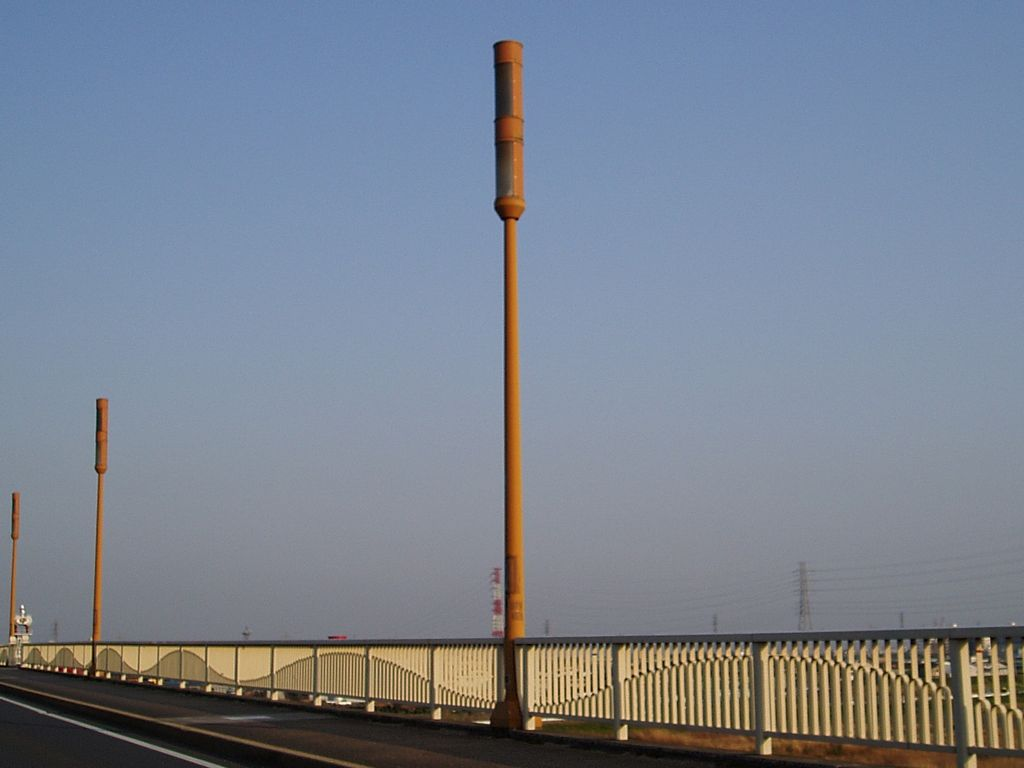
神川橋の照明は櫂をイメージした形状

神川橋（かみかわばし）は、神奈川県平塚市・高座郡寒川町にあり、相模川に架かる道路橋である。神奈川県道44号伊勢原藤沢線と神奈川県道47号藤沢平塚線を通している。
名前の由来は、中郡神田村と寒川町を結んだことから。

## 歴史
1953年（昭和28年）に開通。旧橋はモータリゼーションが進む前に架けられたため橋幅が狭かった。普通車のすれ違いは可能であったものの、水銀灯の台座がある部分の幅が狭かったため大型車同士のすれ違いには注意が必要であった。後に歩道部分が増設されたものの、慢性的な交通渋滞が発生していた。
このため、架け替えが行われることになり、1992年に現在の橋が開通した。

## 橋の概要

### 諸元
- 種別 - プレストレスト・コンクリート道路橋
- 形式および架設工法
  - PC4径間連続ラーメン箱桁 （片持ち張出し架設）
  - PC3径間連続箱桁 （固定支保工架設）
- 橋長 - 493m （ラーメン箱桁部 - 346m / 連続箱桁部 - 147m）
- 幅員 - 12.0m
- 最大支間 - 100m
- 活荷重 - TL-20（一等橋）
- 施主 - 神奈川県
- 施工 - 住友建設、ピー・エスJV

## 近隣の橋
（上流）- 戸沢橋 - 新幹線相模川橋梁 - （寒川取水堰） - 神川橋
神川橋 - 湘南銀河大橋 - 馬入橋 - 東海道本線馬入川橋梁 - （下流）